# Раматов, Зарип
Зарип Раматов — советский хозяйственный, государственный и политический деятель, Герой Социалистического Труда.

## Биография
Родился в 1933 году в Шаватском районе Хорезмского округа Узбекской ССР. Член КПСС.
С 1947 года — на хозяйственной, общественной и политической работе. В 1947—1993 гг. — учётчик тракторной бригады, механизатор Шаватской машинно-тракторной станции, военнослужащий Советской Армии, тракторист, бригадный механик Шаватской МТС, механик, главный инженер колхоза имени Чкалова Шаватского района, бригадир колхоза имени Чкалова Шаватского района Хорезмской области Узбекской ССР.
Указом Президиума Верховного Совета СССР от 8 апреля 1971 года присвоено звание Героя Социалистического Труда с вручением ордена Ленина и золотой медали «Серп и Молот».
Избирался депутатом Верховного Совета СССР 8-го созыва.
Живёт в Узбекистане.